# 陈立文
陈立文（1974年4月—），男，中华人民共和国外交官，现任中国海地贸易发展办事处代表。

## 生平
陈立文曾任外交部驻麻栗坡县扶贫代表、麻栗坡县副县长、驻突尼斯大使馆政治处二等秘书衔主任、驻斯特拉斯堡总领事馆领事和驻尼日尔大使馆政务参赞。2022年，出任中国海地贸易发展办事处代表，履新前为商代处临时负责人。